# Курков Андрій Юрійович
Андрі́й Ю́рійович Курко́в (нар. 23 квітня 1961, Будогощ, Ленінградська область, Російська РФСР) — український письменник, журналіст, кіносценарист. Президент Українського ПЕН (2018—2022).
Усі ранні твори Курков написав російською.
Дитячу книжку українською Курков вперше написав 2014 року; це була казка «Маленьке левеня і львівська мишка» для видавництва ВСЛ.
Дорослу нехудожню книгу українською Курков вперше написав 2017 року; це була публіцистична біографічна книга у жанрі нон-фікшн «Рух „Емаус“: Історія солідарності» для видавництва Астролябія.
Дорослу художню книгу українською Курков вперше написав 2020 року; це був пригодницький роман «Ключі Марії» (робоча назва «Іній в очах її») для видавництва Фоліо (у співавторстві з Юрком Винничуком).

## Життєпис
Андрій Курков народився у 1961 у російському селі Будогощ Ленінградської області. З раннього дитинства живе у Києві. Після школи працював завклубом, завідувачем бібліотеки в санаторії в Пущі-Водиці, діловодом тощо. Також закінчив курси перекладачів японської мови в Інституті інформації (на «Либідській»). 1983 — закінчив Київський державний педагогічний інститут іноземних мов. Працював випусковим редактором багатотиражки Київського політеху, редактором видавництва «Дніпро». У віці 24-х років пішов служити на альтернативну службу: з 1985 до 1987 служив охоронцем в Одеській виправній колонії № 51.
Перша публікація — гумореска у київському виданні «Рабочая газета» у 1979 році. Перший сценарій до фільму «Поляна сказок» (працював як «літературний раб»: у титрах сценаристом зазначено Кіра Буличова, який за нього отримав приз на Братиславському кінофестивалі).
Працював сценаристом на кіностудії О. Довженка, викладав у Белл Коледжі (Кембридж, Англія). З 1988 член англійського ПЕН-клубу. Член Спілки кінематографістів України (з 1993) та Національної спілки письменників (з 1994). З 1998 — член Європейської кіноакадемії. З 1998 — постійний член журі премії Європейської кіноакадемії «Фелікс». У 2011 входить до складу журі літературного конкурсу «Юне слово». Одружений з ірландкою Елізабет Шарп (консультант у Британській раді в Україні), виховує трьох дітей.

### Письменницька кар'єра
Андрій Курков є автором понад 20 книг, серед яких як дорослі романи, так і казки для дітей. Курков також є автором понад 20 сценаріїв для художніх та документальних фільмів. Російськомовне видання його найпопулярнішого роману «Пікнік на льоду» було продано в Україні накладом 150 тисяч примірників. Існує надзвичайно поширений міф ніби Курков є «єдиним російськомовним письменником, чиї книжки потрапили в топ-десятку європейських бестселерів», та навіть сам автор давно спростував це хибне твердження, зазначивши, що, наприклад, російська письменниця Людмила Улицька вже не раз потрапляла у список бестселерів Швейцарії та Німеччини.
Книги Куркова перекладені 36 мовами. Найбільше книжок перекладено німецькою (для Австрії, Німеччини, Швейцарії). Також велику кількість його творів перекладено французькою, англійською, та українською. Водночас письменник стверджує, що його наклади в Україні невеликі порівняно з іноземними накладами.

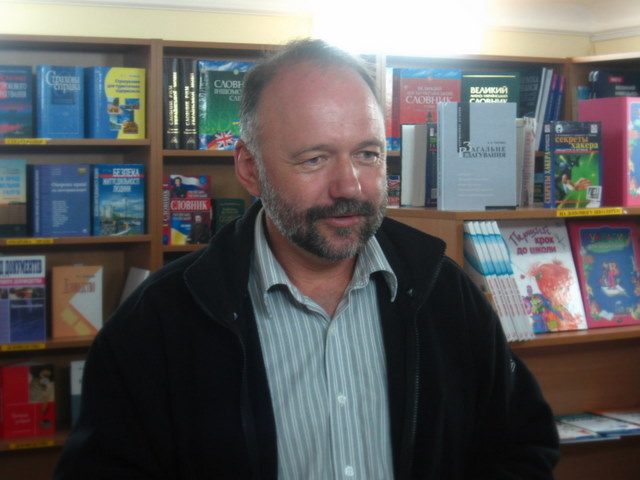
Курков Андрій Юрійович

На початку 2005 року російське видавництво «Петербургский писатель», що раніше співпрацювало з Курковим, перестало видавати його твори в Росії. Пан Курков вважав такі дії політично вмотивованими, та заявляв, що однією з можливих причин цього були його заяви у пресі під час Помаранчевої Революції, у яких він дав негативну оцінку офіційній політиці Росії щодо втручання в українську політику і зокрема спроби вплинути на результати президентських виборів в Україні 2004 року.
Як виявилося, проблеми з видавництвом книг Куркова в Росії тривали дуже недовго й вже в тому ж 2005-му році романи Куркова знову почали видаватися в Росії, але цього разу видавництвом «Амфора» (Санкт-Петербург). Ба більше, після того, як книжки Куркова знову почали видавати в Росії, його також почали запрошують виступати у різні міста Росії, такі як Красноярськ, Москві, та Калінінград. У 2006 році Курков також став членом журі Російської премії (премія для письменників, котрі пишуть російською мовою, але не живуть у Росії). Курков продовжував бути членом журі «Російської премії» щорічно включно до 2013 року. 2011 року після оголошення складу журі «Російської премії—2011», Курков заявив, що «Російська мова споконвіку була певним культурним повітрям, яким дихають творчі люди на всіх континентах нашої планети. Саме „Російська премія“ відстежує це дихання та допомагає авторам, не зважаючи на відстань, почути дихання один одного.»
В Україні переклади українською мовою творів Куркова виходять у видавництвах «Фоліо» (Харків), НК-Богдан (Тернопіль), Махаон-Україна (Київ), KM Publishing (Київ), Грамота (Київ), Джерела-М (Київ), Нора-Друк (Київ), Президент (Київ), Апріорі (Львів), та ВСЛ (Львів).
У березні 2023 року книга Андрія Куркова «Львівська гастроль Джиммі Хендрікса»  у перекладі Рубена Вуллі увійшла до довгого списку Міжнародної Букерівської премії 2023 року.

## Громадська та політична позиція
У квітні 2001 року у статті «Етнічна кухня України» для видання Index of Censorship критично висловився щодо статусу російської мови в Україні:
| Для мене, письменника, людині яка заробляє на життя літерами та словами які складаються у романи та оповідки, найцікавішим є саме етно-лінгвістичний поділ [України]. А цікавить мене цей поділ найбільше, оскільки як письменник (продавець слів), я пишу своєю рідною мовою — російською. А станом на зараз, російська мова не має жодного офіційного статусу в Україні. Пушкін та Толстой вивчаються [в українських школах] як зарубіжна література!Оригінальний текст (англ.) But for me, as a man of letters, a person who earns his living by letters and words put together in novels and tales, it is first and foremost the ethnic-linguistic criteria that interest me. And they interest me first and foremost because as a writer (a trader in words), I write in my mother tongue, Russian. And today, the Russian language has no official status in Ukraine; Pushkin and Tolstoy are taught as foreign literature.[20] |
У серпні 2011 року у своїй статті для британського видавництва Penguin Random House Company заявив, що вважає себе російськомовним українським письменником:
| [...] для своїх читачів я український письменник і лише для радикальних націоналістів я стороння людина — російський письменник, що проживає в Україні. Одначе, в Україні існує традиція російськомовних письменників: Булґаков, Гоголь, Ґросман та багато інших народилися та жили в Україні. Мені здається, що суспільству набридло обговорення на тему хто має вважатися українським письменником. Зрештою, найголовніший літератор України, Тарас Шевченко, написав всю прозу та половину своїх поезій російською мовою[21].Оригінальний текст (англ.) [...] for my readers I am a Ukrainian writer, while for the radical nationalists I am an outsider – a Russian writer living in Ukraine. However, there has been a tradition of Russian speaking writers in Ukraine: Bulgakov, Gogol, Grossman and many others who were born and lived in Ukraine. It seems to me that society is tired of discussing who should be considered a Ukrainian writer. After all, Ukraine’s main literary figure, Taras Shevchenko, wrote all his prose and half his poetry in Russian.[22] |
У липні 2015 року у телепрограмі «Остання барикада» заявив, що в Україні вже давно потрібно було створити окремий «Інститут російської мови» при Національній Академії Наук України. Зокрема, говорячи про мовну проблему в Україні, пан Курков заявив, що винними у виникненні мовних конфліктів є українська влада, яка неправильно поводить себе стосовно російськомовних громадян України. У січні 2018 року у одному з інтерв'ю українським ЗМІ Курков заявив, що Україна повинна «зробити російську мову своєю культурною власністю» і повторив свою попередню тезу про необхідність створення «Інституту російської мови» при НАН України. У тому ж січневому інтерв'ю, Курков підкреслює що Україна має формувати «пантеон російськомовної еліти України — політиків, істориків, археологів, письменників і поетів».
Наприкінці січня 2018 на сайті «Радіо свобода» написав відповідь на публікацію В'ятровича від 25 січня про підступність «русского міра». Критикуючи тези В'ятровича про підступність «русского міра», Курков заявив, що для нього Висоцький чи Булгаков — це не російська, а світова культура, тож відмова від них означала би відмову від частини світової культури. Курков також зробив заявив, що тези В'ятровича можуть призвести до появи «національних дружин», що будуть наводити «український порядок» та перевіряти чи є громадяни прибічниками митців «русского міра».
Керівництво Українського ПЕНу, очолюване з 2018 року письменником Андрієм Курковим, публічно підтримало українофобські[джерело?] мистецькі акції. У знак протесту за антиукраїнську[джерело?] позицію керівництва Українського ПЕНу, з нього вийшли письменник Іван Малкович та перекладач Максим Стріха.

### Прозові твори

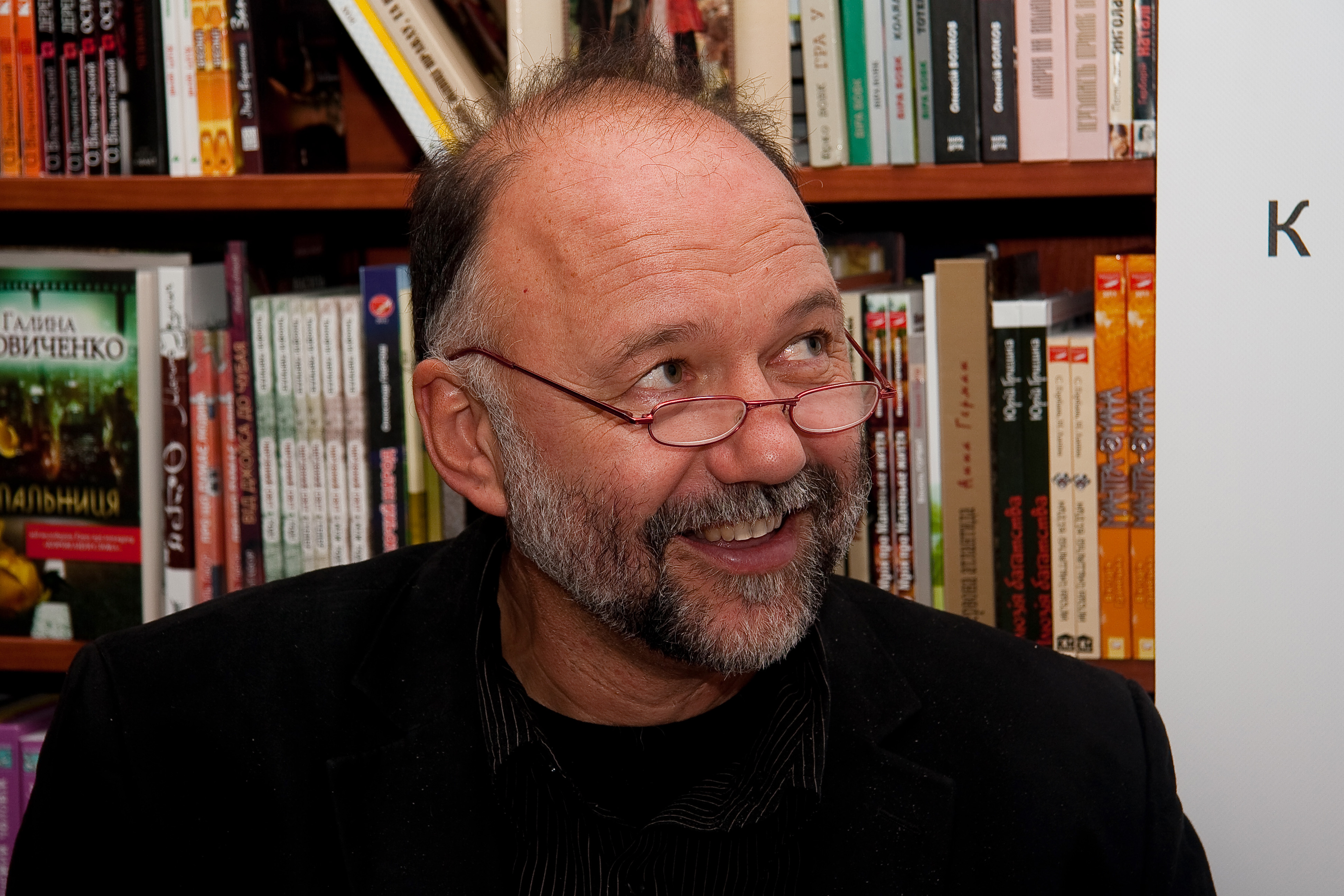
Андрій Курков у Вінниці, жовтень 2012

| №  | Назва російською | Рік друку російською | Назва українською                                          | Рік друку українською | Видавництво                                                                            |
| -- | --- | -------------------- | ---------------------------------------------------------- | --------------------- | -------------------------------------------------------------------------------------- |
| 1  | Нападение (повість)                                                                                                 | 1989                 | не перекладено                                             | н/д                   | н/д                                                                                    |
| 2  | Деклассированные (повість)                                                                                          | 1990                 | не перекладено                                             | н/д                   | н/д                                                                                    |
| 3  | Не приведи меня в Кенгаракс (повість)                                                                               | 1991                 | не перекладено                                             | н/д                   | н/д                                                                                    |
| 4  | Любимая песня космополита (повість)                                                                                 | 1992                 | не перекладено                                             | н/д                   | н/д                                                                                    |
| 5  | Бикфордов мир | 1993                 | Бікфордів світ (пер. В. С. Бойка)                          | 2013                  | Харків: Фоліо                                                                          |
| 6  | Приятель покойника / Милый друг, товарищ покойника                                                                  | 1995                 | Приятель небіжчика (пер. Лесь Герасимчук)                  | 2003 2018             | Київ: Грамота Харків: Фоліо (2018)                                                     |
| 7  | Пикник на льду / Смерть постороннего (Пикник на льду № 1)                                                           | 1996                 | Смерть чужого Пікнік на льоду (пер. Лесь Герасимчук)       | 2000, 2003, 2017      | Київ: Міжнародний громадсько-політичний журнал «Президент» Київ: Грамота Харків: Фоліо |
| 8  | Добрый ангел смерти                                                                                                 | 1998                 | Лагідний янгол смерті (пер. Віта Левицька)                 | 2009                  | Київ: KM Publishing                                                                    |
| 9  | Игра в отрезанный палец                                                                                             | 1998                 | Гра у відрізаний палець (пер. В. М. Верховня)              | 2014                  | Харків: Фоліо                                                                          |
| 10 | Любимая песня космополита (роман)                                                                                   | 1998                 | Улюблена пісня космополіта (пер. В. Саган)                 | 2005                  | Тернопіль: Навчальна книга — Богдан                                                    |
| 11 | География одиночного выстрела (Трилогия): Сказание об истинно народном контролёре, Судьба попугая, Пуля нашла героя | 2000                 | не перекладено                                             | н/д                   | н/д                                                                                    |
| 12 | Закон улитки (Пикник на льду № 2)                                                                                   | 2002                 | Смерть або Закон равлика (пер. Лесь Герасимчук)            | 2003, 2017            | Київ: Грамота Харків: Фоліо                                                            |
| 13 | Сады господина Мичурина                                                                                             | 2002                 | не перекладено                                             | н/д                   | н/д                                                                                    |
| 14 | Не надо бояться темноты (повість)                                                                                   | 2002                 | не перекладено                                             | н/д                   | н/д                                                                                    |
| 15 | Игры по-взрослому (повість)                                                                                         | 2003                 | Ігри по-дорослому (гра друга) (пер. Лесь Герасимчук)       | 2003                  | Київ: Грамота                                                                          |
| 16 | Форель à la нежность (повість) (Форель á la нежность-1)                                                             | 2003                 | Форель à la ніжність (пер. Лесь Герасимчук)                | 2003                  | Київ: Грамота                                                                          |
| 17 | Последняя любовь президента                                                                                         | 2004                 | Останнє кохання президента (пер. В. Саган) (пер. В. Бойко) | 2005, 2019            | Тернопіль: Навчальна книга — Богдан Харків: Фоліо                                      |
| 18 | Ночной молочник | 2007                 | Нічний молочник (пер. О. Сливинського)                     | 2008                  | Київ: Нора Друк                                                                        |
| 19 | Садовник из Очакова                                                                                                 | 2010                 | Садівник з Очакова (пер. Т. Наумко)                        | 2012                  | Львів: Апріорі                                                                         |
| 20 | Укус и поцелуй. (Форель á la нежность-2) (повість)                                                                  | 2011                 | не перекладено                                             | н/д                   | н/д                                                                                    |
| 21 | Львовская гастроль Джими Хендрикса                                                                                  | 2012                 | Львівська гастроль Джимі Хендрікса (пер. В. Бойко)         | 2012                  | Харків: Фоліо                                                                          |
| 22 | Дневники Майдана | 2015                 | Щоденник Майдану та Війни (пер. В. Бойко)                  | 2018                  | Харків: Фоліо                                                                          |
| 22 | Шенгенская история                                                                                                  | 2016                 | Шенгенська історія (пер. Євген Тарнавський)                | 2017                  | Харків: Фоліо                                                                          |
| 23 | Серые пчелы | 2018                 | Сірі Бджоли (пер. Катерина Ісаєнко)                        | літо 2018             | Харків: Фоліо                                                                          |

| №  | Назва російською | Рік друку російською | Назва українською                 | Рік друку українською | Видавництво       |
| -- | ---------------- | -------------------- | --------------------------------- | --------------------- | ----------------- |
| 16 | Н/д              | Н/д                  | Рух «Емаус»: Історія солідарності | 2017                  | Львів: Астролябія |

| №  | Назва російською          | Рік друку російською | Назва українською                             | Рік друку українською | Видавництво     |
| -- | ------------------------- | -------------------- | --------------------------------------------- | --------------------- | --------------- |
| 16 | Тонкая математика страсти | 2004                 | Математика пристрасті (пер. Наталка Сняданко) | 2005                  | Київ: Джерела-М |

| №  | Назва російською                                                  | Рік друку російською | Назва українською                                                                   | Рік друку українською | Видавництво                         |
| -- | ----------------------------------------------------------------- | -------------------- | ----------------------------------------------------------------------------------- | --------------------- | ----------------------------------- |
| 1  | Непроданный                                                       | 1988                 | не перекладено                                                                      | н/д                   | н/д                                 |
| 2  | Великое воздухоплавательное путешествие                           | 1990                 | Велика повітроплавна подорож (пер. В. Германа)                                      | 2003                  | Київ: Махаон-Україна                |
| 3  | Школа котовоздухоплавания                                         | 1990                 | Школа котоповітроплавання (пер. Г. Осадко)                                          | 2009                  | Тернопіль: Навчальна книга — Богдан |
| 4  | 11 необыкновенностей из жизни чепухоносиков, их друзей и знакомых | 1991                 | Пригоди пустомеликів та інші історії (пер. В. Германа)                              | 2003                  | Київ: Махаон-Україна                |
| 5  | Абрикосово-повидловый праздник                                    | 1993                 | Абрикосово-повидлове свято (зі збірки «Казка про пилососика Гошу») (пер. Г. Осадко) | 2008                  | Тернопіль: Навчальна книга — Богдан |
| 6  | Гоша и Дырка-в-Потолке                                            | 1993                 | Гоша і Дірка-В-Стелі (зі збірки «Казка про пилососика Гошу») (пер. Г. Осадко)       | 2008                  | Тернопіль: Навчальна книга — Богдан |
| 7  | Знакомство с Телефункеном                                         | 1993                 | Знайомство з Телефункеном (зі збірки «Казка про пилососика Гошу») (пер. Г. Осадко)  | 2008                  | Тернопіль: Навчальна книга — Богдан |
| 8  | Кухонные приключения Гоши                                         | 1993                 | Кухонні пригоди Гоші (зі збірки «Казка про пилососика Гошу») (пер. Г. Осадко)       | 2008                  | Тернопіль: Навчальна книга — Богдан |
| 9  | Ночной гость                                                      | 1993                 | Нічний гість (зі збірки «Казка про пилососика Гошу») (пер. Г. Осадко)               | 2008                  | Тернопіль: Навчальна книга — Богдан |
| 10 | Папа на пенсии                                                    | 1993                 | Тато на пенсії (зі збірки «Казка про пилососика Гошу») (пер. Г. Осадко)             | 2008                  | Тернопіль: Навчальна книга — Богдан |
| 11 | Сказки про пылесосика Гошу                                        | 1993                 | Казка про пилососика Гошу (зі збірки «Казка про пилососика Гошу») (пер. Г. Осадко)  | 2008                  | Тернопіль: Навчальна книга — Богдан |
| 12 | Сказка про Катю и серого кота                                     | 1993                 | не перекладено                                                                      | н/д                   | н/д                                 |
| 13 | Приключения Чема и Бакти                                          | 1995                 | не перекладено                                                                      | н/д                   | н/д                                 |
| 14 | Приключения чепухоносиков                                         | 2006                 | Пригоди пустомеликів та інші історії (пер. В. Германа)                              | 2003                  | Київ: Махаон-Україна                |
| 15 | Сказка про лохматность                                            | 2008                 | Казка про кудлатість (пер. Ю. Позаяк)                                               | 2009                  | Тернопіль: Навчальна книга — Богдан |
| 16 | Сказка про робота                                                 | 2008                 | Казка про робота (пер. Г. Осадко)                                                   | 2011                  | Тернопіль: Навчальна книга — Богдан |
| 17 | Почему ежика никто не гладит                                      | н/д                  | Чому їжачка ніхто не гладить (пер. Ірина Дем'янова)                                 | 2012                  | Тернопіль: Навчальна книга — Богдан |
| 18 | н/д                                                               | н/д                  | Маленьке левеня і львівська мишка (пер. н/д)                                        | 2014                  | Львів: Видавництво старого лева     |

### Сценарії
- 1990 — «Вихід» (рос. Выход)
- 1991 — «Яма» (рос. Яма)
- 1992 — «Недільна втеча» (рос. Воскресное бегство)
- 1992 — «Ніч про кохання» (рос. Ночь о любви)
- 1993 — «Єлисейські поля» (рос. Елисейские поля)
- 1993 — «Ляпка» (рос. Клякса)
- 1996 — «Смерть чужого» (рос. Смерть постороннего)
- 1997 — «Приятель небіжчика» (рос. Приятель покойника)
- 2013 — «Крапка в кінці роману»

### Укладач
- Щоденник біженця. Сучасна проза Закарпаття.[50] Укладач: Андрій Курков. Київ: Альтпрес, 2010. 358 стор. ISBN 9789665424291 (Євроформат)

## Переклади українською
Романи:
- Андрій Курков. Смерть чужого (Пікнік на льоду-1). Переклад з російської та передмова: Лесь Герасимчук. — Київ: Міжнародний громадсько-політичний журнал «Президент», 2000. — 224 с. — ISBN 966-95791-0-4
  - (передрук) Андрій Курков. Пікнік на льоду. Переклад з російської: Лесь Герасимчук. Харків: Фоліо. 2017. 251 стор. ISBN 978-966-03-7959-6
- Андрій Курков. Ігри по-дорослому: Політичний. детектив. У 2 томах (до 1 тому увійшов роман Ігри по-дорослому (гра друга), Приятель небіжчика, Смерть чужого (Пікнік на льоду-1)). Переклад з російської: Л. А. Герасимчук. Київ: Грамота, 2003. — (Серія «Нова проза»). Том 1. 2003. — 472 стор. — ISBN 978-9-66806-6-252[51]
  - (передрук) Андрій Курков. Приятель небіжчика. Переклад з російської: Лесь Герасимчук. Харків: Фоліо. 2018. 234 стор. ISBN 978-966- 03-8125- 4
- Андрій Курков. Ігри по-дорослому: Політичний. детектив. У 2 томах (до 2 тому увійшли романи Смерть або Закон равлика (Пікнік на льоду-2), Форель á la ніжність (з циклу старі таємниці)). Переклад з російської: Л. А. Герасимчук. Київ: Грамота, 2003. — (Серія «Нова проза»). Том 2. 2003. — 559 стор. — ISBN 978-9-66806-6-269[51]
  - (передрук) Андрій Курков. Закон равлика. Переклад з російської: Лесь Герасимчук. Харків: Фоліо. 2017. 459 стор. ISBN 978-966-03-7967-1
- Андрій Курков. Улюблена пісня космополіта. Переклад з російської: В. Саган. Тернопіль: Навчальна книга — Богдан, 2005. — 256 с. — ISBN 966-692-532-Х
- Андрій Курков. Математика пристрасті. Переклад з російської: Наталка Сняданко. Київ: Джерела-М, 2005. 61 стор. ISBN ? (Роман-газета № 3(15))
- Андрій Курков. Остання любов президента. Переклад з російської: В. Саган. Тернопіль: Навчальна книга — Богдан. 2005. 473 стор. ISBN 966-692-603-2
- Андрій Курков. Нічний молочник. Переклад з російської: О. Сливинський. Київ: Нора-Друк, 2008. — 390 с. (серія «Популярні Книжки»). — ISBN 978-966-2961-32-4
- Андрій Курков. Лагідний янгол смерті. Переклад з російської: В. Левицька. — Київ: KM Publishing, 2009. — 384 с. (серія «Фієста»). ISBN 978-966-424-133-2
- Андрій Курков. Садівник з Очакова. Переклад з російської: Т. Наумко. Львів: Апріорі, 2012. — 280 с. — (Сучасна українська проза). — ISBN 978-617-629-051-3
- Андрій Курков. Львівська гастроль Джимі Хендрікса. Переклад з російської: В. С. Бойка. Харків: Фоліо, 2012. — 442 с. — ISBN 978-966-03-6040-2
  - (перевидання) Андрій Курков. Львівська гастроль Джимі Хендрікса. Переклад з російської: В. С. Бойка; редакція: Є. Мезенцев. Харків: Фоліо, 2013. — 448 с. — ISBN 978-966-03-5887-4
- Андрій Курков. Бікфордів світ. Переклад з російської: В. С. Бойка. Харків: Фоліо, 2013. — 378 с. — ISBN 978-966-03-6523-0
  - (передрук) Андрій Курков. Бікфордів світ. Переклад з російської: Віктор Бойко. Київ: Довженко Букс, 2019. — 380 с. ISBN 978-617-7463-62-6
  - (передрук) Андрій Курков. Бікфордів світ. Переклад з російської: Віктор Бойко. Харків: Фоліо, 2019. — 384 с. ISBN 978-966-03-6504-9
- Андрій Курков. Гра у відрізаний палець. Переклад з російської: В. М. Верховня. Харків: Фоліо, 2014. — 536 с. ISBN 978-966-03-7291-7
- Андрій Курков. Шенгенська історія. Переклад з російської: Євген Тарнавський. Харків: Фоліо, 2017. — 715 с. ISBN 978-966-03-7917-6
- Андрій Курков. Сірі бджоли. Переклад з російської: Катерина Ісаєнко. Харків: Фоліо, 2018. — 304 с. ISBN 978-966-03-8247-3
- Андрій Курков. Щоденник Майдану та Війни. Переклад з російської: Віктор Бойко. Харків: Фоліо, 2018. — 336 с. ISBN 978-966-03-8192-6
- Андрій Курков. Остання любов президента. Переклад з російської: Віктор Бойко. Харків: Фоліо. 2019. 576 стор. ISBN 978-966-03-8318-0
- Андрій Курков. Війна [Щоденник Майдану на війні, Сірі бджоли]. Переклад з російської: Віктор Бойко, Катерина Ісаєнко. Харків: Фоліо, 2019. — 636 с. ISBN 978-966-03-8646-4
- Андрій Курков. Книга пінгвіна Мишка [Пікнік на льоду, Закон равлика]. Переклад з російської: Лесь Герасимчук. Харків: Фоліо, 2019. — 714 с. ISBN 978-966-03-8645-7
- Андрій Курков. Різдвяний сюрприз [Різдвяний сюрприз (оповідання), Моя улюблена різниця (оповідання), Шенгенська історія (роман)]. Переклад з російської: Віктор Бойко, Євген Тарнавський. Харків: Фоліо, 2019. — 745 с. ISBN 978-966-03-8737-9

Дитячі книги:
- 1. Андрій Курков. Пригоди Пустомеликів та інші історії. Переклад з російської: Володимир Герман; ілюстрації: Юлія Ясинська. Головн. редактор Слабошпицька Людмила Пилипівна. — Київ: Махаон, 2003. — 112 стор., тир. 10000, 17×23,7 (см), тверд. палітур., видано за сприяння ВАТ «Банк „ Український капітал“», (Серія «Всі-всі-всі найулюбленіші книжки»). ISBN 966-605-352-7
- 2 Андрій Курков. Казка про кудлатість. Переклад з російської: Ю. Позаяк; ілюстрації: Д. Лисенко. Київ: Альтерпрес, 2008. — 15 стор. (Серія «Твоя перша книжка»). ISBN 966-542-361-4
- 3. Андрій Курков. Казка про пилососика Гошу. Переклад з російської: Ганна Осадко. Тернопіль: Навчальна книга — Богдан. 2008. 48 стор. ISBN 978-966-10-0420-6
- 4. Андрій Курков. Школа котоповітроплавання. Переклад з російської: Ганна Осадко; ілюстрації: Т. Проць. Тернопіль: Навчальна книга-Богдан, 2010. — 32 с. ISBN 978-966-10-0341-4
- 5. Андрій Курков. Велика повітроплавна подорож. Переклад з російської: Ганна Осадко. Тернопіль: Навчальна книга — Богдан , 2010. — 47 с ISBN 978-966-10-0341-4.
- 6. Андрій Курков. Казка про робота. Переклад з російської: Ганна Осадко; ілюстрації: Віра Чипурко. Тернопіль: Навчальна книга — Богдан,. 2011. — 48 с. ISBN 978-966-10-0498-5
- 7. Андрій Курков. Чому їжачка ніхто не гладить. Переклад з російської: Ірина Дем'янова; ілюстрації: Т. Горюшина. Тернопіль: Навчальна книга — Богдан. 2012. — 18 стор. ISBN 978-966-10-2377-1
- 8. Андрій Курков. Маленьке левеня і львівська мишка. Ілюстарції: М. Пирожок. Львів: Видавництво Старого Лева, 2014. — 32 стор. ISBN 978-617-679-092-1
- 9. Андрій Курков. Казка про пилососика Гошу. Переклад з російської: Олександра Ломака. Харків: Фоліо. 2019. 24 стор. ISBN 978-966-03-8581-8
- 10. Андрій Курков.  Казки про пилососика Гошу. Школа котоповітроплавання. Переклад з російської: Віктор Бойко, Олександра Ломака. Харків: Фоліо. 2020. 96 стор. ISBN 978-966-03-8985-4

## Нагороди
- Відзнака «Золотий письменник України», 2012[52].